# Begonia unilateralia
Espèce
Begonia unilateralia est une espèce de plantes de la famille des Begoniaceae.
Elle a été décrite en 1934 par Henry Hurd Rusby (1855-1940).